# The Thin Ice
«The Thin Ice» és una cançó del grup britànic de rock progressiu Pink Floyd que va aparèixer a l'àlbum The Wall del 1979.

## Composició
La cançó, mig calmada, mig forta, comença amb els plors d'un bebè, que continua de la peça anterior «In the Flesh?», durant 6 segons. A continuació la música comença amb David Gilmour que canta amb una veu dolça. Cap al primer minut, les paraules de Gilmour acaben i Roger Waters agafa la paraula. En aquest moment el to de la veu esdevé més cínic, s'acorda amb la lletra. Aquesta part s'enganxa amb un solo de guietarra molt rock i la cançó acaba i s'enllaça amb la següent peça «Another Brick in the Wall, Pt. 1».

## Trama
Com les altres cançons de The Wall, aquesta explica la història de Pink, el protagonista de l'àlbum. La cançó explica els primers anys de vida, abans que al seu pare li passi res. Representa el període de fragilitat que pot comprendre el món al seu voltant.

## Versió de la pel·lícula
A la pel·lícula Pink Floyd The Wall, es mostren milers d'homes a la guerra, que són ferits o morts.

## Personal
- David Gilmour - veus, guitarra, sintetitzador[3]
- Nick Mason - bateria[3]
- Roger Waters - veus, baix[3]
- Richard Wright - orgue, piano[3]